# 格倫莫爾鎮區 (北達科他州拉穆爾縣)
格倫莫爾鎮區（英語：Glenmore Township）是位於美國北達科他州拉穆爾縣的一個鎮區。

## 地方資料
格倫莫爾鎮區的面積為93.13平方千米，皆為陸地。根據2020年美國人口普查的數據，當地共有人口49人，而人口密度為每平方千米0.53人。